# Альбатрос гавайський
Альбатрос гавайський, також темноспинний або лайсанський (Phoebastria immutabilis) — морський птах родини альбатросових (Diomedeidae), роду Phoebastria або Diomedea (залежно від класифікації).

## Поширення
Гніздиться на Гавайських островах, у період кочівель трапляється частіше в зоні холодних течій над великими глибинами по всьому Тихому океану (до Командорських островів і Сахаліна).

## Чисельність
Чисельність виду оцінюють у 1 млн 600 тис. особин, популяція стабільна.

## Опис
Довжина 79-81 см. Від білоспинного альбатросу відрізняється меншими розмірами (розмах крил близько 2 метрів), контрастним забарвленням (темно-бурий верх і білий низ), жовтим дзьобом. Голова біла.

## Спосіб життя
Як і інші види альбатросів, більшу частину життя проводить у відкритому океані. Живиться головоногими молюсками, рідше — рибою і ракоподібними. На островах з'являється тільки в період гніздування. Статевої зрілості досягають у віці не менше 5, частіше 8-10 років. Гніздиться колоніями. У кладці тільки одне яйце. Насиджують обидва батьків протягом 65 днів. Пташеня залишається у гнізді до півроку.

## Галерея

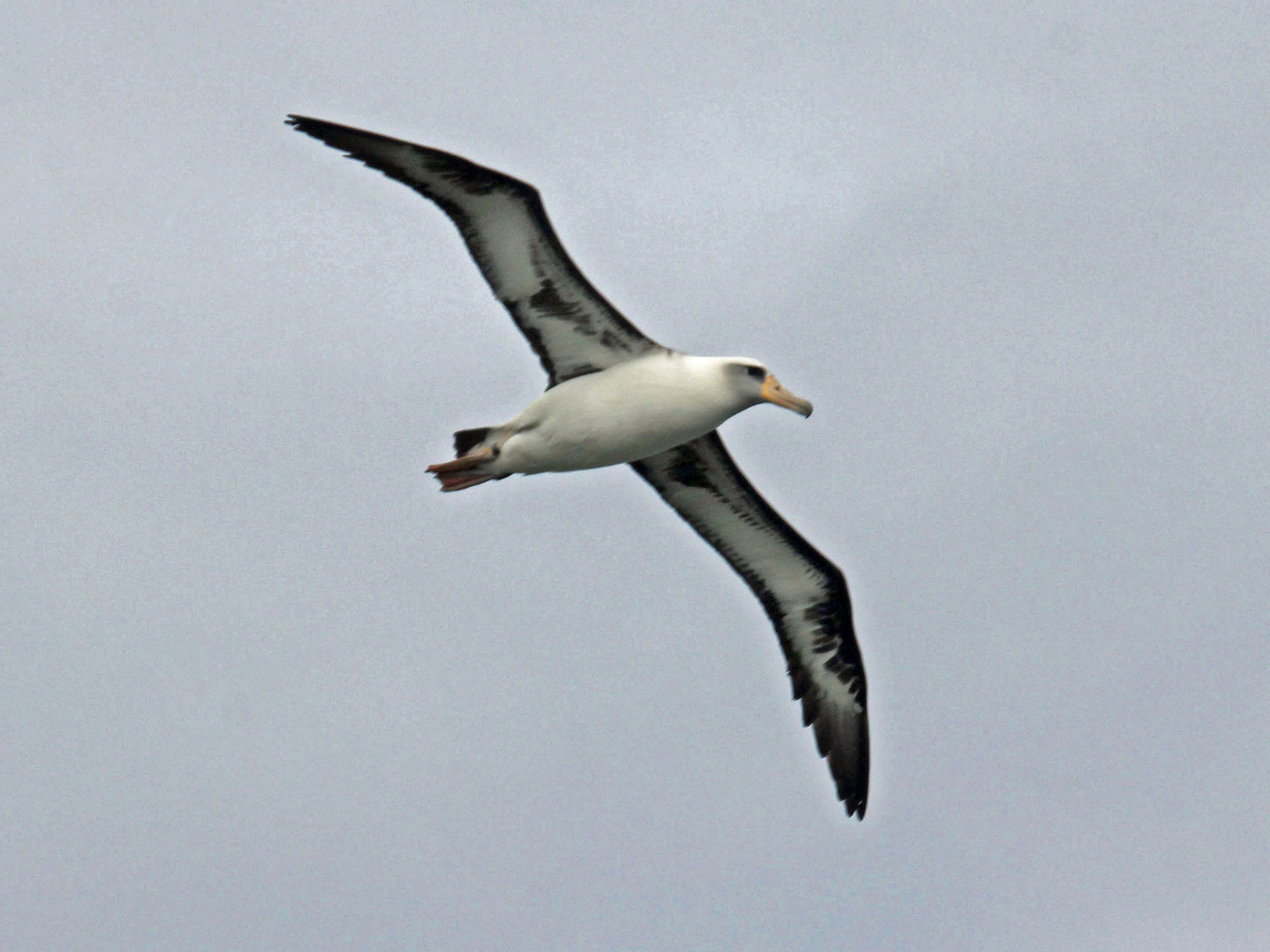
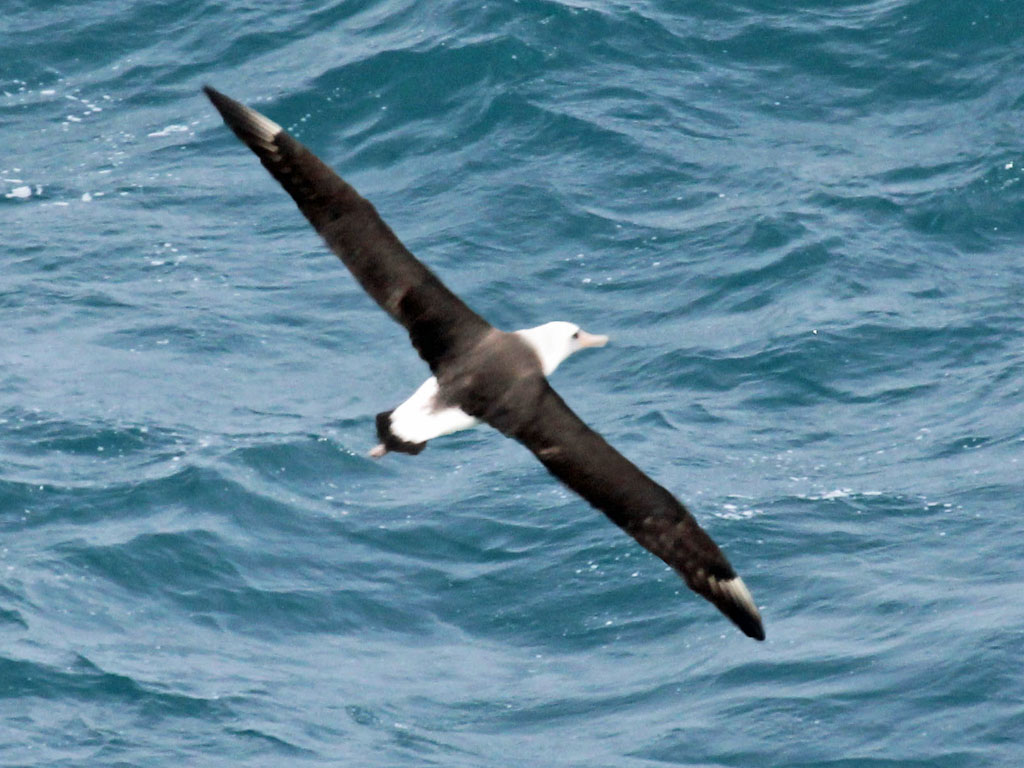
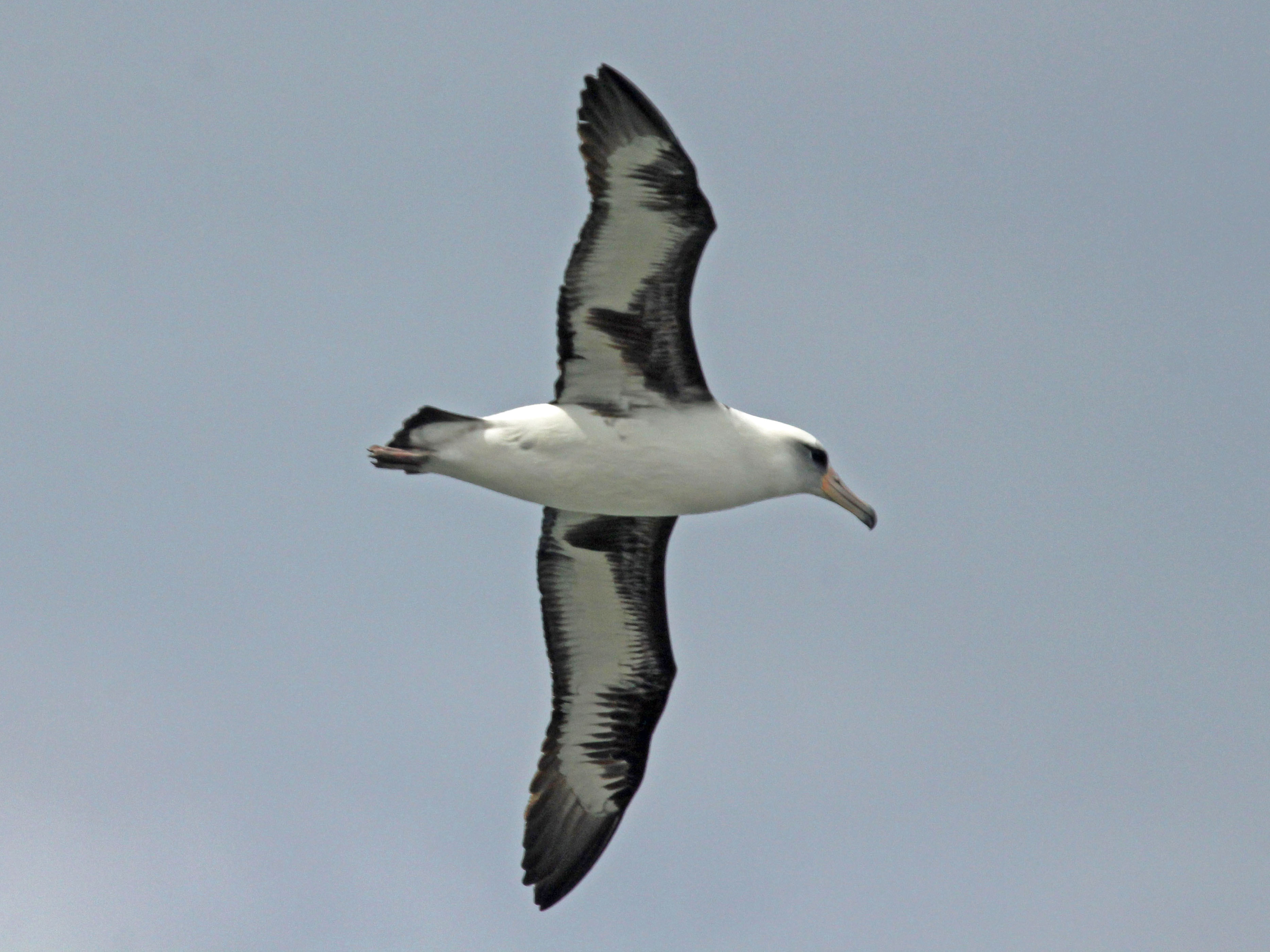
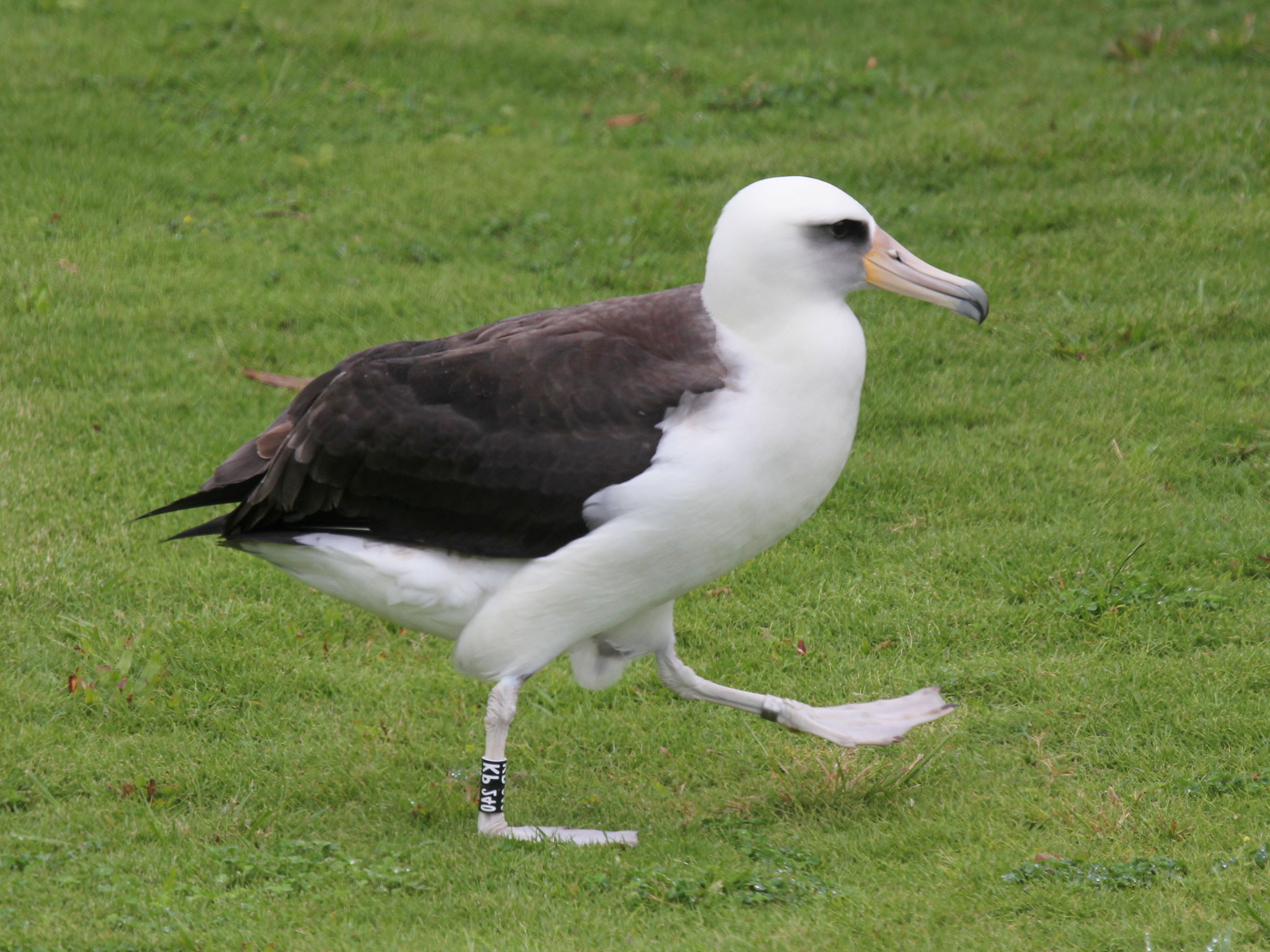

## Цікаві факти
У грудні 2016 року орнітологи повідомили, що самка лайсанського альбатроса на ім'я Віздом (англ. Wisdom — «мудрість») вкотре повернулася до місць гніздування на острові в Тихому океані і успішно відклала єдине яйце. Вона була закільцьована у 1956 р. Це — найстаріший у світі птах, вік якого достеменно відомий — у 2016 Wisdom виповнилося щонайменше 66 років..